# Liste der Triumphbögen
Die Liste der Triumphbögen beinhaltet Bogen- und andere architektonisch umgesetzte Monumente, die anlässlich eines militärischen Sieges, eines Triumphes oder zur Erinnerung an einen Friedensschluss erbaut wurden:

## Algerien
| Triumphbogen   | Ort/Lage | Beschreibung | Bild |
| -------------- | -------- | --- | ---- |
| Caracallabogen | Djémila  | Römischer Ehrenbogen, errichtet in Djémila, das antike Cuicul, im Jahr 216 zu Ehren Caracallas, seiner Mutter Julia Domna und seines Vaters Septimius Severus.                                 |      |
| Caracallabogen | Tebessa  | Vierseitiger römischer Ehrenbogen (Quadrifrons), errichtet zwischen 211 und 214 durch Gaius Cornelius Egrilianus, aus Theveste stammender Präfekt der Legio XIIII Gemina, zu Ehren Caracallas. |      |
| Trajansbogen   | Timgad   | Sogenannter „Trajansbogen“ oder Bogen von Timgad; in der 2. Hälfte des 2. Jahrhunderts oder zu Beginn des 3. Jahrhunderts errichtet.                                                           |      |

## Australien
| Triumphbogen    | Ort/Lage           | Beschreibung | Bild |
| --------------- | ------------------ | --- | ---- |
| Arch of Victory | Ballarat, Victoria | Dieser Ehrenbogen soll an alle Männer und Frauen aus dem Raum Ballarat erinnern, die im Ersten Weltkrieg dienten. Der Grundstein für den Bogen aus 70.000 Ziegelsteinen wurde am 7. Februar 1920 am Anfang der 22 Kilometer langen Avenue of Honour („Allee der Ehre“) gelegt; am 2. Juni 1920 wurde er eingeweiht. Das Baudenkmal wurde im Jahre 2011 restauriert. |      |

## Belgien
| Triumphbogen         | Ort/Lage | Beschreibung | Bild |
| -------------------- | -------- | --- | ---- |
| Cinquantenaire-Bogen | Brüssel  | Triumphbogen, für die Weltausstellung von 1880 geplant, aber erst 1905 fertiggestellt. |      |
| Menenpoort           | Ypern    | Im Jahr 1927 eingeweihter Ehrenbogen für die gefallenen, nicht identifizierten Soldaten Großbritanniens und des Commonwealth, die in den Schlachten des Ersten Weltkriegs im Ypernbogen ohne eigenes Grab geblieben sind. |      |

## Deutschland
| Triumphbogen          | Ort/Lage       | Beschreibung | Bild |
| --------------------- | -------------- | --- | ---- |
| Dativius-Victor-Bogen | Mainz Lage     | Der Dativius-Victor-Bogen in Mainz stammt aus dem 3. Jahrhundert. |      |
| Siegestor             | München Lage   | Erbaut von 1843 bis 1850. |      |
| Waterloo-Tor          | Osnabrück Lage | In die alte Stadtmauer eingefasstes Triumphtor nach dem Vorbild des Titusbogens, 1817 errichtet zu Ehren der kämpfenden Osnabrücker in der Schlacht bei Waterloo an Stelle des 1815 abgerissenen Stadttores „Heger Tor“. |      |
| Triumphtor            | Potsdam Lage   | |      |
| Brandenburger Tor     | Potsdam Lage   | Stadttor nach Vorbild des Konstantinsbogens. Erbaut 1770/71 |      |
| Weilburger Landtor    | Weilburg       | Erbaut von 1759 bis 1768. |      |

## Frankreich
| Triumphbogen                 | Ort/Lage      | Beschreibung | Bild |
| ---------------------------- | ------------- | --- | ---- |
| Campanus-Bogen               | Aix-les-Bains | Römischer, eintoriger Ehrenbogen, errichtet im 1. Jahrhundert für die Familie des Pompeius Campanus. |      |
| Arc du Rhône                 | Arles         | Römischer, eintoriger Ehrenbogen als Brückenkopf der römischen Schiffsbrücke über die Rhône bei Arles, kurz vor Ende des 1. Jahrhunderts v. Chr. errichtet.                                                                                         |      |
| Porte Noire                  | Besançon      | Römischer, eintoriger Ehrenbogen, errichtet für Marc Aurel nach dem Sieg über die Parther im Jahre 166. |      |
| Porte de Bourgogne           | Bordeaux      | 1755–1757 von Ange-Jacques Gabriel im Klassizistischen Stil erbaut. |      |
| Arc de Carpentras            | Carpentras    | Römischer, eintoriger Ehrenbogen unbekannter Bestimmung, errichtet im 1. Jahrhundert. |      |
| Quadrifrons                  | Cavaillon     | Römischer Quadrifrons, neuzeitlich rekonstruiert aus den Resten zweier antiker Bögen unbekannter Bestimmung, die zu Beginn des 1. Jahrhunderts errichtet wurden.                                                                                    |      |
| Bogen der Porte Saint-Marcel | Die           | Römischer Ehrenbogen des 2. Jahrhunderts unbekannter Bestimmung. |      |
| Porte Guillaume              | Dijon         | Ehrenbogen, errichtet 1788 und Louis V. Joseph de Bourbon, prince de Condé gewidmet. Sein heutiger Name bezieht sich auf Guillaume de Volpiano. |      |
| Bogen von Glanum             | Glanum        | Römisches, eintoriges Bogenmonument, errichtet in der Regierungszeit des Augustus. |      |
| Porte d’Aix                  | Marseille     | Triumphbogen, geplant als Monument für den Frieden von Paris des Jahres 1783, sollte es nach Wiederaufnahme des Vorhabens im Jahr 1823 an die Französische Invasion in Spanien erinnern, wurde aber 1837 als allgemeines Siegesmonument eingeweiht. |      |
| Porte du Peyrou              | Montpellier   | Triumphbogen, errichtet 1692 als Stadttor, wurde es 1715 dem Ruhme Ludwigs XIV. gewidmet. |      |
| Arc Héré                     | Nancy         | Triumphbogen, errichtet 1757 zu Ehren Ludwigs XV. |      |
| Porte Stanislas              | Nancy         | Ehrenbogen, im Jahr 1761 von Stanislaus I. Leszczyński zu Ehren Stanislaus’ von Krakau in Auftrag gegeben. |      |
| Porte de Paris               | Nevers        | Ehrenbogen, vollendet im Jahr 1746 und dem Sieg Ludwigs XV. in der Schlacht bei Fontenoy gewidmet. |      |
| Bogen von Orange             | Orange        | Römischer Ehrenbogen, wohl im 1. Viertel des 1. Jahrhunderts zur Erinnerung an die Siege des Germanicus errichtet und im Jahr 27 n. Chr. an Tiberius umgewidmet.                                                                                    |      |
| Arc de Triomphe de l’Étoile  | Paris         | Triumphbogen, 1806 von Napoleon Bonaparte in Auftrag gegeben; nach Bauunterbrechungen und Wiederaufnahmen wurde er 1836 unter Louis-Philippe I. fertiggestellt.                                                                                     |      |
| Arc de Triomphe du Carrousel | Paris         | Ehrenbogen, zwischen 1807 und 1809 im Auftrag von Napoleon Bonaparte zum Gedenken an die Grande Armée errichtet. |      |
| Porte Saint-Denis            | Paris         | Ehrenbogen, errichtet 1672 von der Stadt Paris für Ludwig XIV. |      |
| Porte Saint-Martin           | Paris         | Triumphbogen, errichtet 1674 von der Stadt Paris für Ludwig XIV. zum Gedenken an dessen Siege in der Franche-Comté während des Holländischen Krieges.                                                                                               |      |
| Porte Saint-Pierre           | Pontarlier    | Stadttor, errichtet von 1771 bis 1773 zur Erinnerung an den Wiederaufbau von Pontarlier und den Frieden von Nimwegen. |      |
| Grande Arche                 | Puteaux       | Bauwerk in Form eines Triumphbogens, eröffnet am 14. Juli 1989 zur 200-Jahr-Feier der Französischen Revolution; unter anderem als Amtssitz für das französische Handels- und Verkehrsministerium genutzt.                                           |      |
| Porte de Mars                | Reims         | Römischer, dreitoriger Ehrenbogen, errichtet im 3. Jahrhundert. |      |
| Germanicusbogen              | Saintes       | Römischer, zweitoriger Ehrenbogen, errichtet im Jahr 18 oder 19 für Kaiser Tiberius und dessen Adoptivsöhne Drusus und Germanicus. |      |

## Gambia
| Triumphbogen | Ort/Lage | Beschreibung                                                       | Bild |
| ------------ | -------- | ------------------------------------------------------------------ | ---- |
| Arch 22      | Banjul   | Im Jahr 1996 zum Gedenken an den Militärputsch von 1994 errichtet. |      |

## Ghana
| Triumphbogen      | Ort/Lage | Beschreibung                                                | Bild |
| ----------------- | -------- | ----------------------------------------------------------- | ---- |
| Independence-Arch | Accra    | Zu Ehren der Unabhängigkeit Ghanas im Jahre 1957 errichtet. |      |

## Griechenland
| Triumphbogen  | Ort/Lage     | Beschreibung | Bild |
| ------------- | ------------ | --- | ---- |
| Galeriusbogen | Thessaloniki | Vierseitiger römischer Triumphbogen (Quadrifrons) für Galerius anlässlich seines Sieges über die Perser im Jahr 298, errichtet zwischen 300 und 305 in seiner Residenzstadt. |      |

## Indien
| Triumphbogen     | Ort/Lage  | Beschreibung                                                                                               | Bild |
| ---------------- | --------- | --- | ---- |
| India Gate       | Neu-Delhi | Ehrenbogen, 1921 entworfen zur Erinnerung an die im Ersten Weltkrieg gefallenen Soldaten Britisch-Indiens. |      |
| Gateway of India | Mumbai    | Ehrenbogen, 1924 errichtet zur Erinnerung an den Besuch Georgs V. im Jahr 1911.                            |      |

## Irak
| Triumphbogen          | Ort/Lage | Beschreibung | Bild |
| --------------------- | -------- | --- | ---- |
| Schwerter von Kadesia | Bagdad   | Im Jahr 1989 errichtetes Monument in Anspielung auf den Sieg der muslimischen Araber gegen die Sassaniden in der Schlacht von Kadesia. |      |

## Irland
| Triumphbogen    | Ort/Lage | Beschreibung | Bild |
| --------------- | -------- | --- | ---- |
| Fusilier’s Arch | Dublin   | Triumphbogen, errichtet im Jahr 1907 zur Erinnerung an die Mitglieder der Royal Dublin Fusiliers, die während des Burenkriegs gefallen sind. |      |

## Italien
| Triumphbogen               | Ort/Lage                 | Beschreibung | Bild |
| -------------------------- | ------------------------ | --- | ---- |
| Trajansbogen               | Ancona                   | Römischer Ehrenbogen für Trajan, errichtet zwischen 100 und 116 im Namen des Senats und des Römischen Volkes. |      |
| Augustusbogen              | Aosta                    | Römischer Ehrenbogen für Augustus, errichtet nach Einrichtung der Kolonie Augusta Praetoria Salassorum (Aosta) im Jahre 25 v. Chr. durch Aulus Terentius Varro Murena. |      |
| Trajansbogen               | Benevent                 | Römischer Ehrenbogen für Trajan, errichtet im Jahr 114, markiert der Bogen den Beginn der unter Trajan angelegten Via Traiana. |      |
| Siegesdenkmal              | Bozen                    | Faschistisches Siegesdenkmal für die „Märtyrer des Ersten Weltkrieges“, eingeweiht 1928. |      |
| Trajansbogen               | Canosa di Puglia         | Römischer Ehrenbogen unbekannter Bestimmung aus der 1. Hälfte des 2. Jahrhunderts. |      |
| Arco di Trionfo dei Lorena | Florenz                  | Triumphbogen an der Piazza della Libertà, errichtet 1738, um nach dem Ende der Medici die Ankunft der Dynastie aus dem Hause Habsburg-Lothringen zu feiern. |      |
| „Arcone“                   | Florenz                  | Triumphbogen an der Piazza della Repubblica, errichtet am Ende des 19. Jahrhunderts und entworfen von Vincenzo Micheli zur Erinnerung an die Sanierung des Bereichs um die Piazza. |      |
| Arco della Vittoria        | Genua                    | Triumphbogen an der Piazza della Vittoria, errichtet 1931 zur Erinnerung an die Gefallenen des Ersten Weltkriegs. |      |
| Arco della Pace            | Mailand                  | Im Jahr 1838 fertiggestellter Ehrenbogen, der ursprünglich dem Ruhm Napoleons gewidmet werden sollte, dann aber zur Erinnerung an den Europäischen Frieden von 1815 eingeweiht wurde. |      |
| Arco Romano                | Pasubio                  | Im Jahr 1935 fertiggestellter Ehrenbogen auf dem Gelände des Soldatenfriedhofs der Brigade Liguria auf dem Monte Pasubio. |      |
| „Augustusbogen“            | Pompeji                  | Auch „Bogen des Drusus“; römischer Ehrenbogen am Forum, errichtet neben dem Capitolium der Stadt in der 1. Hälfte des 1. Jahrhunderts für einen Angehörigen des julisch-claudischen Kaiserhauses. |      |
| „Caligulabogen“            | Pompeji                  | Römischer Ehrenbogen an der Via di Mercurio, errichtet nahe dem Macellum in der 1. Hälfte des 1. Jahrhunderts; wird mit Caligula in Verbindung gebracht. |      |
| „Tiberiusbogen“            | Pompeji                  | Auch „Bogen des Tiberius und Germanicus“; römischer Ehrenbogen am Forum, errichtet neben dem Capitolium der Stadt in der 1. Hälfte des 1. Jahrhunderts für einen Angehörigen des julisch-claudischen Kaiserhauses. |      |
| Augustusbogen              | Rimini                   | Römischer Ehrenbogen für Augustus, errichtet 27 v. Chr. am Endpunkt der Via Flaminia; ältester erhaltener römischer Ehrenbogen. |      |
| Actiumbogen                | Rom                      | Römischer Triumphbogen zu Ehren von Augustus nach dessen Sieg bei Actium und der Einnahme Ägyptens im Jahr 29 v. Chr. errichtet. |      |
| „Drususbogen“              | Rom                      | Römischer Bogen unbekannter Funktion aus dem 3. Jahrhundert, der später in die Porta San Sebastiano integriert wurde; früher fälschlich mit einem Bogen für Drusus identifiziert. |      |
| „Gallienusbogen“           | Rom                      | Unter Augustus errichtetes Stadttor, das im Jahr 262 zu einem Ehrenbogen für Gallienus umgewidmet wurde. |      |
| Konstantinsbogen           | Rom                      | Römischer Triumphbogen zu Ehren von Konstantin dem Großen, der im Jahr 315 zur Erinnerung an dessen Sieg über Maxentius an der Milvischen Brücke geweiht wurde. |      |
| Partherbogen               | Rom                      | Römischer Triumphbogen zu Ehren von Augustus, errichtet im Jahr 19 v. Chr., nachdem Augustus die in der Schlacht bei Carrhae an die Parther verlorenen Feldzeichen wiedererlangt hatte. |      |
| Septimius-Severus-Bogen    | Rom                      | Römischer Triumphbogen zu Ehren von Septimius Severus, Caracalla und Geta auf dem Forum Romanum, der im Jahr 203 zur Erinnerung an den Sieg über die Parther geweiht wurde. |      |
| Tiberiusbogen              | Rom                      | Römischer Ehrenbogen für Tiberius, errichtet im Jahr 16 n. Chr. auf dem Forum Romanum. |      |
| Titusbogen                 | Rom                      | Römischer Triumphbogen zu Ehren des Kaisers Titus für dessen Sieg über die Aufständischen in Judäa und die Eroberung Jerusalems zwischen 81 und 90 n. Chr. errichtet. |      |
| „Hadriansbogen“            | Santa Maria Capua Vetere | Römischer Ehrenbogen, errichtet in der 2. Hälfte des 1. Jahrhunderts oder zu Beginn des 2. Jahrhunderts; auf den Bogen wurde fälschlicherweise eine Inschrift zu Ehren Hadrians bezogen. |      |
| Augustusbogen              | Susa                     | Römischer Ehrenbogen für Augustus, errichtet 9/8 v. Chr. von Marcus Iulius Cottius. |      |
| Gavierbogen                | Verona                   | Römischer Ehrenbogen in Form eines rechteckigen Quadrifrons für die gens Gavia, die aus Verona stammte, der Bogen wurde wohl in tiberischer Zeit, am Anfang des 1. Jahrhunderts durch den Architekten L. Vitruvius Cerdo errichtet. Während der napoleonischen Besetzung Veronas zerstört und abgetragen, wurde der Bogen in 1930er Jahren aus den wiederentdeckten Trümmern rekonstruiert. |      |

## Jordanien
| Triumphbogen  | Ort/Lage | Beschreibung | Bild |
| ------------- | -------- | --- | ---- |
| Hadriansbogen | Gerasa   | Dreitoriger römischer Ehrenbogen, errichtet 129/130 n. Chr. zu Ehren Kaiser Hadrians. Zwischen 2003 und 2008 umfangreich restauriert. |      |

## Kanada
| Triumphbogen          | Ort/Lage         | Beschreibung | Bild |
| --------------------- | ---------------- | --- | ---- |
| National War Memorial | Ottawa           | Ehrenbogen, eingeweiht 1939 von George VI. zur Erinnerung an die gefallenen kanadischen Soldaten des Ersten Weltkriegs und aller späteren Kriege.                                                                       |      |
| Princes' Gates        | Toronto, Ontario | Eingangsbogen zum Gelände der Canadian National Exhibition, errichtet zum 60. Jubiläum der Kanadischen Konföderation und 1927 eröffnet von den Prinzen Edward, Prince of Wales, und seinem Bruder George, Duke of Kent. |      |

## Kroatien
| Triumphbogen | Ort/Lage      | Beschreibung                                                                                                | Bild |
| ------------ | ------------- | --- | ---- |
| Sergierbogen | Pula, Istrien | Römischer Ehrenbogen, privat errichtet von Salvia Postuma Sergia für ihre Brüder zwischen 25 und 10 v. Chr. |      |

## Laos
| Triumphbogen | Ort/Lage  | Beschreibung | Bild |
| ------------ | --------- | --- | ---- |
| Patuxai      | Vientiane | Ehrenbogen, errichtet in den 1960er Jahren als „Denkmal für die Helden der königlichen Armee“ zum Gedenken an die Unabhängigkeit Laos’ von Frankreich 1949. |      |

## Libyen
| Triumphbogen            | Ort/Lage     | Beschreibung | Bild |
| ----------------------- | ------------ | --- | ---- |
| Septimius-Severus-Bogen | Leptis Magna | Vierseitiger römischer Ehrenbogen (Quadrifrons), errichtet 203 anlässlich des Besuchs des Kaisers Septimius Severus in Tripolis.            |      |
| Tiberiusbogen           | Leptis Magna | Römischer Ehrenbogen für Tiberius, errichtet im 1. Jahrhundert an der Via triumphalis.                                                      |      |
| Trajansbogen            | Leptis Magna | Römischer Ehrenbogen für Trajan, errichtet im Jahr 110, vermutlich anlässlich der Erhebung der Stadt zu einer römischen Kolonie.            |      |
| Marc-Aurel-Bogen        | Tripolis     | Römischer Ehrenbogen für Mark Aurel, errichtet bald nach seinem Tod im Jahr 161, das einzige erhaltene Monument römischer Zeit in Tripolis. |      |

## Marokko
| Triumphbogen   | Ort/Lage  | Beschreibung                                                                              | Bild |
| -------------- | --------- | ----------------------------------------------------------------------------------------- | ---- |
| Caracallabogen | Volubilis | Römischer Ehrenbogen, errichtet von Marcus Aurelius Sebastenus für Caracalla im Jahr 217. |      |

## Mexiko
| Triumphbogen              | Ort/Lage     | Beschreibung                                                                          | Bild |
| ------------------------- | ------------ | ------------------------------------------------------------------------------------- | ---- |
| Monumento a la Revolución | Mexiko-Stadt | Im Jahr 1938 fertiggestelltes Monument zur Erinnerung an die mexikanische Revolution. |      |

## Moldawien
| Triumphbogen | Ort/Lage | Beschreibung | Bild |
| ------------ | -------- | --- | ---- |
| Triumphbogen | Chișinău | Triumphbogen, im Jahr 1840 errichtet anlässlich des russischen Sieges im Russisch-Türkischen Krieg von 1828/1829. |      |

## Nordkorea
| Triumphbogen | Ort/Lage  | Beschreibung | Bild |
| ------------ | --------- | --- | ---- |
| Triumphbogen | Pjöngjang | Höchster Triumphbogen der Welt, eingeweiht 1982 zur Erinnerung an die Rückkehr von Kim Il-sung aus dem Koreakrieg. |      |

## Nordmazedonien
| Triumphbogen    | Ort/Lage | Beschreibung | Bild |
| --------------- | -------- | ------------ | ---- |
| Porta Macedonia | Skopje   |              |      |

## Österreich
| Triumphbogen  | Ort/Lage  | Beschreibung                                                                                                | Bild |
| ------------- | --------- | --- | ---- |
| Heidentor     | Carnuntum | Römisches Siegesdenkmal in Form eines Quadrifrons wohl der Mitte des 4. Jahrhunderts ungewisser Bestimmung. |      |
| Triumphpforte | Innsbruck | Ehrenbogen, errichtet 1765 zur Erinnerung an die Hochzeit Erzherzog Leopolds mit Maria Ludovica.            |      |

## Portugal
| Triumphbogen        | Ort/Lage | Beschreibung | Bild |
| ------------------- | -------- | --- | ---- |
| Arco da Rua Augusta | Lissabon | Triumphbogen, 1875 vollendet zur Erinnerung an den Wiederaufbau der Stadt nach dem verheerenden Erdbeben von 1755. |      |

## Rumänien
| Triumphbogen    | Ort/Lage | Beschreibung                                                                      | Bild |
| --------------- | -------- | --------------------------------------------------------------------------------- | ---- |
| Arcul de Triumf | Bukarest | Triumphbogen, 1936 fertiggestellt zur Erinnerung an den Sieg im Ersten Weltkrieg. |      |

## Russland
| Triumphbogen         | Ort/Lage         | Beschreibung | Bild |
| -------------------- | ---------------- | --- | ---- |
| Rotes Tor            | Moskau           | Ehrenbogen, errichtet 1753 errichtet als Ersatz für einen hölzernen Vorgängerbau, der für die 1742 Krönungsprozession Elisabeths von Russland gebaut worden war. Der Bau wurde 1928 abgerissen. |      |
| Triumphbogen         | Moskau           | Triumphbogen, fertiggestellt 1834 zur Erinnerung an den Sieg Russlands über Napoleon Bonaparte.                                                                                                 |      |
| Moskauer Triumphtor  | Sankt Petersburg | Triumphbogen, fertiggestellt 1838 zur Erinnerung an den Russisch-Türkischen Krieg von 1828 bis 1829.                                                                                            |      |
| Narva-Triumphbogen   | Sankt Petersburg | Triumphbogen, fertiggestellt 1834 zur Erinnerung an den Sieg Russlands über Napoleon Bonaparte.                                                                                                 |      |
| Kosaken-Triumphbögen | Sankt Petersburg | Zwei gleichartige Triumphbögen, errichtet 1814 von zurückkehrenden Kosaken zur Erinnerung an die Völkerschlacht bei Leipzig.                                                                    |      |

## Spanien
| Triumphbogen         | Ort/Lage                 | Beschreibung | Bild |
| -------------------- | ------------------------ | --- | ---- |
| Arc de Triomf        | Barcelona                | Triumphbogen, errichtet 1888 zur Weltausstellung in Barcelona.                                                                                                   |      |
| Arco de la Victoria  | Madrid                   | Triumphbogen, fertiggestellt 1956 von der spanischen Militärjunta zur Erinnerung an die Schlacht in der Ciudad Universitaria von 1936 im Spanischen Bürgerkrieg. |      |
| Puerta de Alcalá     | Madrid                   | Stadttor, eingeweiht 1778. |      |
| Puerta de Toledo     | Madrid                   | Stadttor, anlässlich der Befreiung von der französischen Besatzung und der Bourbonen-Restauration unter König Ferdinand VII.                                     |      |
| Bogen von Medinaceli | Medinaceli               | Römischer Ehrenbogen, errichtet im 2. Jahrhundert. |      |
| Arc de Berà          | Roda de Berà, Katalonien | Römischer Ehrenbogen, errichtet gegen Ende des 1. Jahrhunderts v. Chr.                                                                                           |      |

## Syrien
| Triumphbogen  | Ort/Lage | Beschreibung                                                                                  | Bild |
| ------------- | -------- | --------------------------------------------------------------------------------------------- | ---- |
| „Quadrifrons“ | Latakia  | Ursprünglich hellenistisches Tetrapylon, im 2. Jahrhundert zum römischen Ehrenbogen umgebaut. |      |
| Tetrapylon    | Palmyra  | Römisches Tetrapylon, errichtet im 2. Jahrhundert im Zentrum der antiken Stadt.               |      |

## Tunesien
| Triumphbogen            | Ort/Lage | Beschreibung | Bild |
| ----------------------- | -------- | --- | ---- |
| Trajansbogen            | Mactaris | Römischer Ehrenbogen für Trajan, errichtet im Jahr 116 anlässlich der Erhebung der Stadt zum Municipium.                      |      |
| Antoninus-Pius-Bogen    | Sufetula | Römischer Ehrenbogen, im Jahr 139 errichtet zu Ehren von Antoninus Pius und seinen Adoptivsöhnen Mark Aurel und Lucius Verus. |      |
| Tetrarchenbogen         | Sufetula | Römischer Ehrenbogen, um 300 errichtet zu Ehren der Herrscher der ersten Tetrarchie.                                          |      |
| Alexander-Severus-Bogen | Thugga   | Römischer Ehrenbogen, errichtet zwischen 222 und 235 zu Ehren von Alexander Severus.                                          |      |
| Septimius-Severus-Bogen | Thugga   | Römischer Ehrenbogen, errichtet im Jahr 205 zu Ehren von Septimius Severus, an der Straße von Theveste nach Karthago gelegen. |      |

## Türkei
| Triumphbogen | Ort/Lage  | Beschreibung                                                               | Bild |
| ------------ | --------- | -------------------------------------------------------------------------- | ---- |
| Ehrenbogen   | Anazarbos | Römischer, dreitoriger Ehrenbogen unbekannter Zeitstellung und Bestimmung. |      |

## Ukraine
| Triumphbogen | Ort/Lage           | Beschreibung                                                                                      | Bild |
| ------------ | ------------------ | ------------------------------------------------------------------------------------------------- | ---- |
| Triumphbogen | Kiew               | ehem. Holz-Ehrenbogen, 1857, zu Ehren von Alexander II., nicht realisiert der geplante Steinbogen |      |
| Triumphbogen | Nowhorod-Siwerskyj | Ehrenbogen, errichtet von 1767 bis 1787 zu Ehren von Katharina der Großen.                        |      |

## Ungarn
| Triumphbogen | Ort/Lage | Beschreibung                                                                                              | Bild |
| ------------ | -------- | --- | ---- |
| Triumphbogen | Vác      | Ehrenbogen, errichtet 1764 zu Ehren von Maria Theresia anlässlich ihres offiziellen Besuchs in der Stadt. |      |

## Vereinigtes Königreich
| Triumphbogen    | Ort/Lage         | Beschreibung | Bild |
| --------------- | ---------------- | --- | ---- |
| War Memorial    | Leicester        | 1923 zum Gedächtnis an die Gefallenen des Ersten Weltkriegs in Form eines Quadrifrons errichtet.                                                               |      |
| Marble Arch     | London           | Ursprünglich als Eingangstor zum Buckingham Palace errichtet, 1851 an das westliche Ende der Oxford Street versetzt.                                           |      |
| Wellington Arch | London           | Triumphbogen, errichtet 1830 zur Erinnerung an die britischen Siege in den Napoleonischen Kriegen; 1883 an seinen jetzigen Standort Hyde Park Corner versetzt. |      |
| Triumphbogen    | Kastell Rutupiae | Römischer Triumphbogen in Form eines Quadrifrons aus dem 1. Jahrhundert.                                                                                       |      |

## Vereinigte Staaten
| Triumphbogen                | Ort/Lage               | Beschreibung | Bild |
| --------------------------- | ---------------------- | --- | ---- |
| Millennium Gate             | Atlanta                | Ehrenbogen und Museum, eröffnet 2008 und gewidmet den friedlichen Errungenschaften, speziell Georgias und seiner Bevölkerung.                                                                                     |      |
| Victory Arch                | Newport News, Virginia | Ehrenbogen, errichtet 1919, erneuert 1962 und allen gewidmet, die während Kriegszeiten in den Armeen der Vereinigten Staaten gedient haben.                                                                       |      |
| Dewey Arch                  | New York City          | Triumphbogen, errichtet für die Ehrenparade George Deweys anlässlich seines Sieges in der Schlacht von Manila im Jahr 1898, musste der Bau bereits als baufällig im Jahr 1900 wieder ersatzlos abgetragen werden. |      |
| Soldiers’ and Sailors’ Arch | New York City          | Triumphbogen, errichtet von 1889 bis 1892 für die Verteidiger der Union im Sezessionskrieg 1861–1865. |      |
| Washington Square Arch      | New York City          | Ehrenbogen, eingeweiht 1895 und errichtet zur Hundertjahrfeier des Amtsantritts George Washingtons als erstem Präsidenten der Vereinigten Staaten.                                                                |      |
| Atlantic and Pacific Arches | Washington, D.C.       | Ehrenbögen, eingeweiht 2004 im Rahmen der Eröffnung des Second World War Memorial, das allen Amerikanern – Zivilisten wie Militärangehörigen – gewidmet ist, die im Zweiten Weltkrieg gedient haben.              |      |
| Tilton Memorial Arch        | Tilton, New Hampshire  | Gedenkmonument, errichtet 1882 von Charles Tilton als Symbol für die Siege des Friedens. |      |